# Rheingau

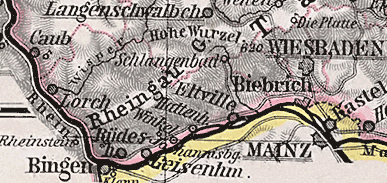
Mapa

El Rheingau és una regió històrica d'Alemanya, un país de turons a la cara nord del Rin entre Wiesbaden i Lorch prop de Frankfurt, anant del Taunus occidental al Rin. És triba a l'estat de Hessen i és part modernament del districte de Rheingau-Taunus. És famós pels vins del Rheingau, especialment el "Rheingauer Riesling", i les seves moltes tavernes de vi.
El Rheingau es pot dividir en el Rheingau propi, Königssondergau (l'àrea al voltant de la zona de Wiesbaden) i Oberrheingau la regió al sud de la principal.

## Història
El Rheingau fou una zona d'administració comtal en el regne dels Francs; el regne Franc Oriental o Alemanya feia frontera amb el regne Fran Occidental al Niddagau, el Maingau, l'Oberrheingau (Alt Rheingau), i el Lahngau; els comptes del Rheingau foren coneguts com a ringravis. El primer ringravi conegut fou Hato VI (937-960).
En 983 Otó II va donar el Rheingau, juntament amb uns altres territoris, a l'arquebisbat de Magúncia durant la Dieta de Verona (13 de juny) en l'anomenada "donació de Verona". La donació, feta en feu, abraçava l'àrea fins Ingelheim, Heimbach i Kaub, la zona a ambdós costats a la part inferior i el marge dret, i va formar la base pel futur electorat de Magúncia i del poder temporal dels arquebisbes.
Com a resultat del matrimoni del ringravi Joan III (1383-1428) amb Adelaida, hereva d'una branca dels wildgravis de Kyrburg, Joan V (1476-95) va heretar territoris a l'Obersalm Wasgau, a l'esquerra del Rin (del Nahegau, al Riu Nahe, i d'Alsàcia dels wildgravis i els comtes de Salm, de manera que aquests territoris també van quedar connectats amb el seu nom, i els comtes utilitzaren el títol de "Wildgravis i Ringravis de Salm".
Quan l'Arquebisbat fou dissolt el 1803, el Rheingau va passar al Ducat de Nassau (Nassau-Usingen). Quan el ducat fou annexionat a Prússia va formar junt al districte de Wiesbaden la província de Hessen-Nassau. El 1886 es va crear el cercle de Rheingau fins que aquest va desaparèixer l'1 de gener de 1977 dins el districte de Rheingau-Taunus passant a ser el nom d'una regió natural.

## Galeria

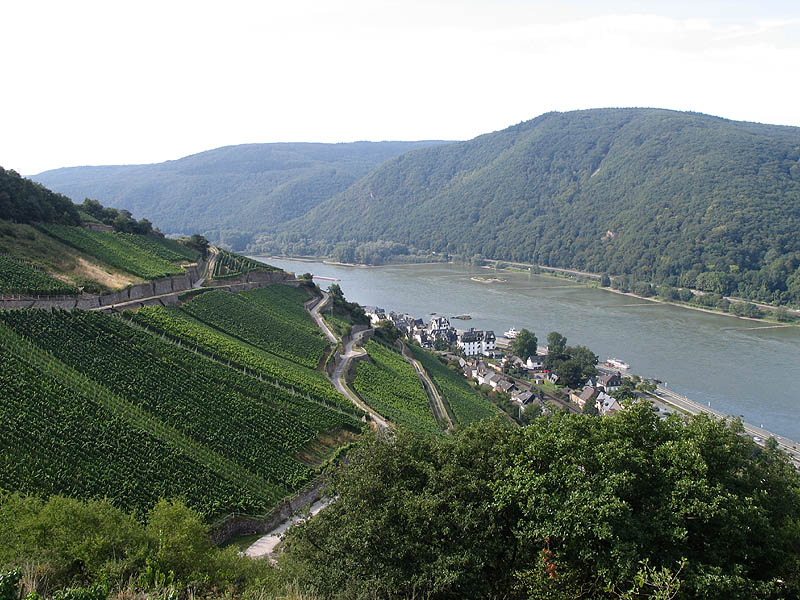
Vall de Rheingau amb el Rin
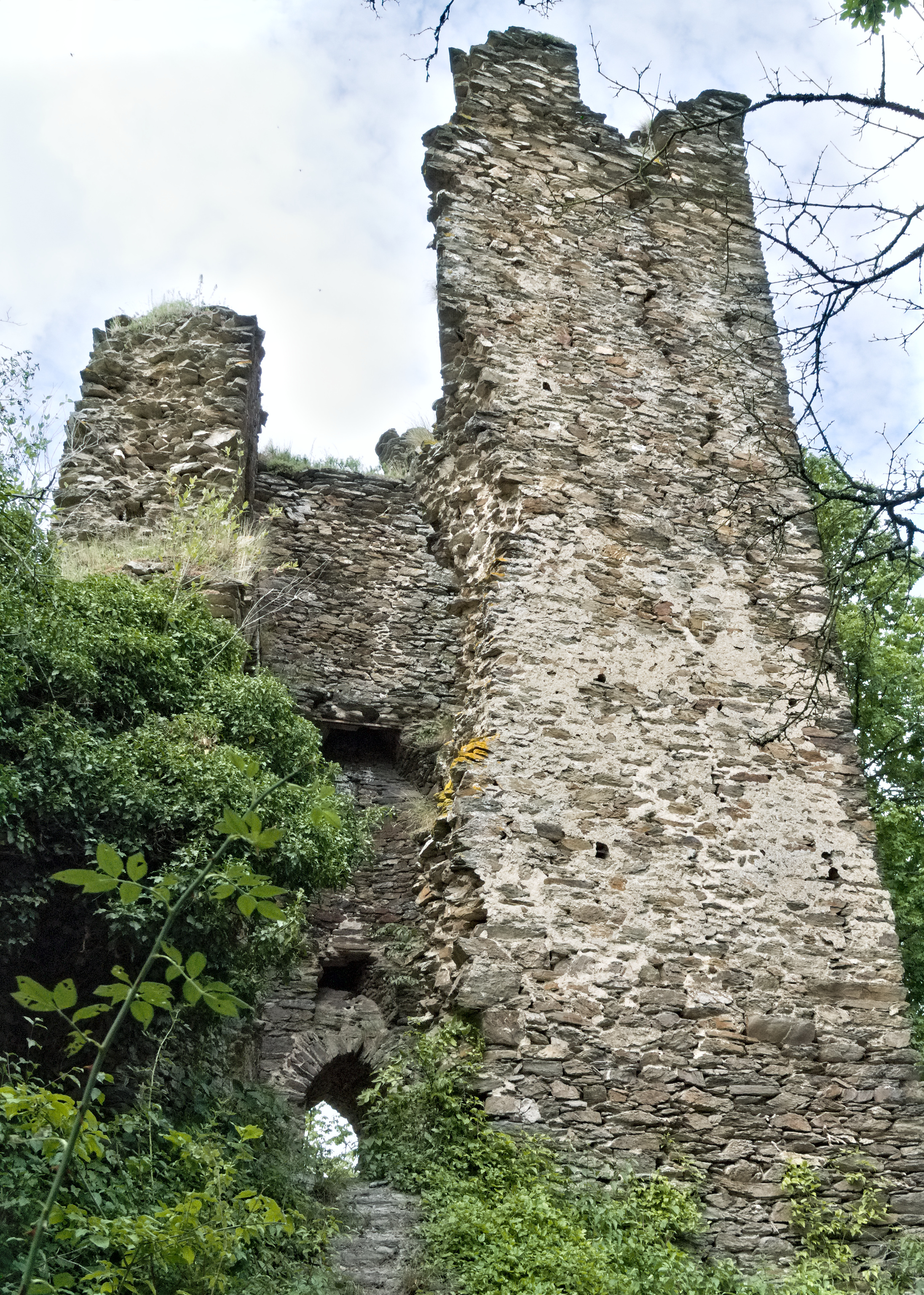
Donjon del castell de Rheinberg, ruïnes prop de Lorch
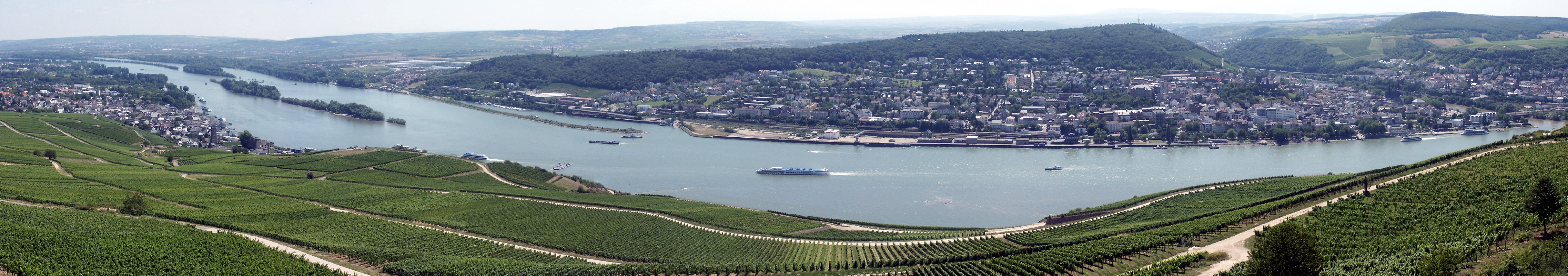
Vista des del Monument de Niederwald al Rheingau
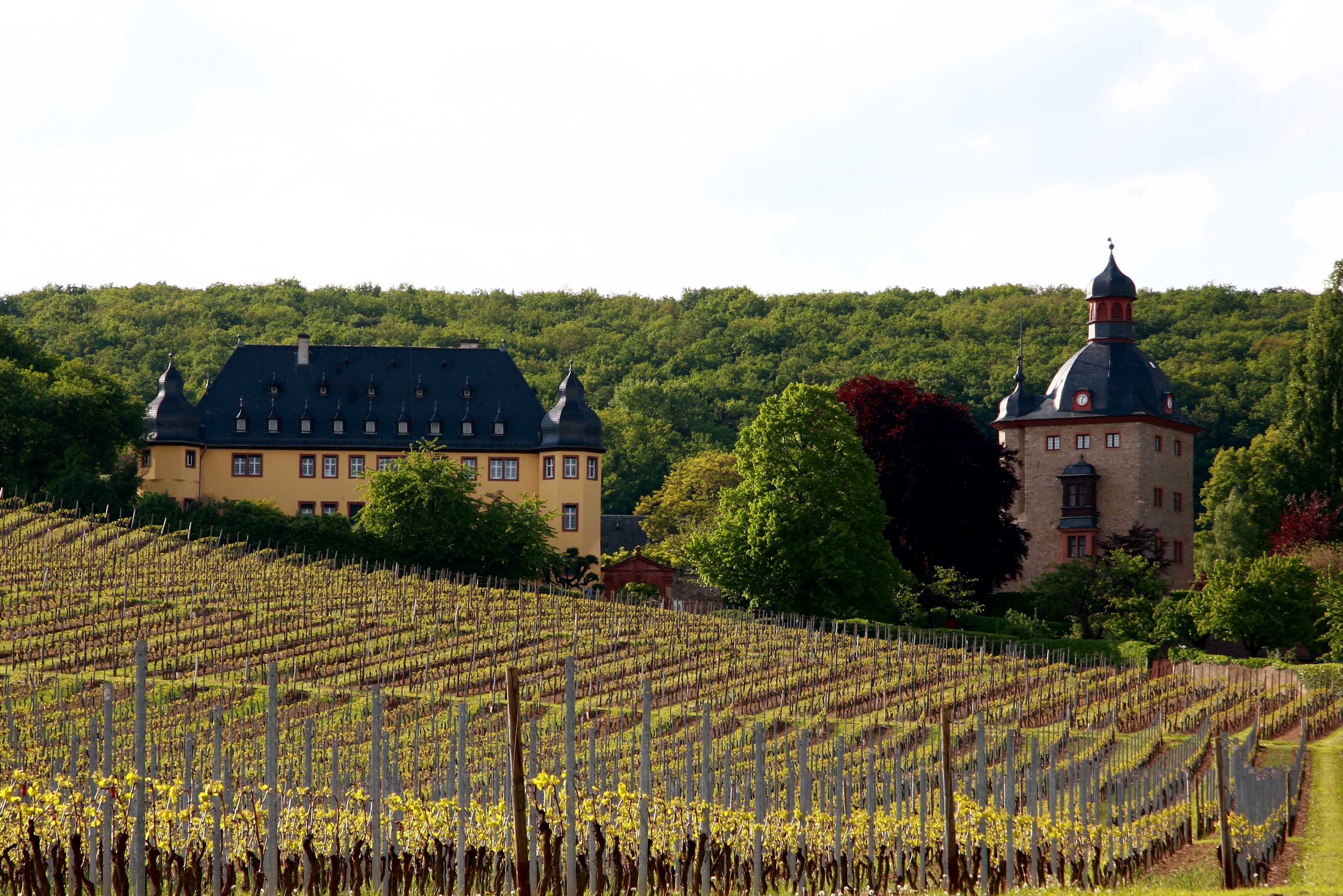
Castell de Vollrads prop d'Oestrich-Winkel
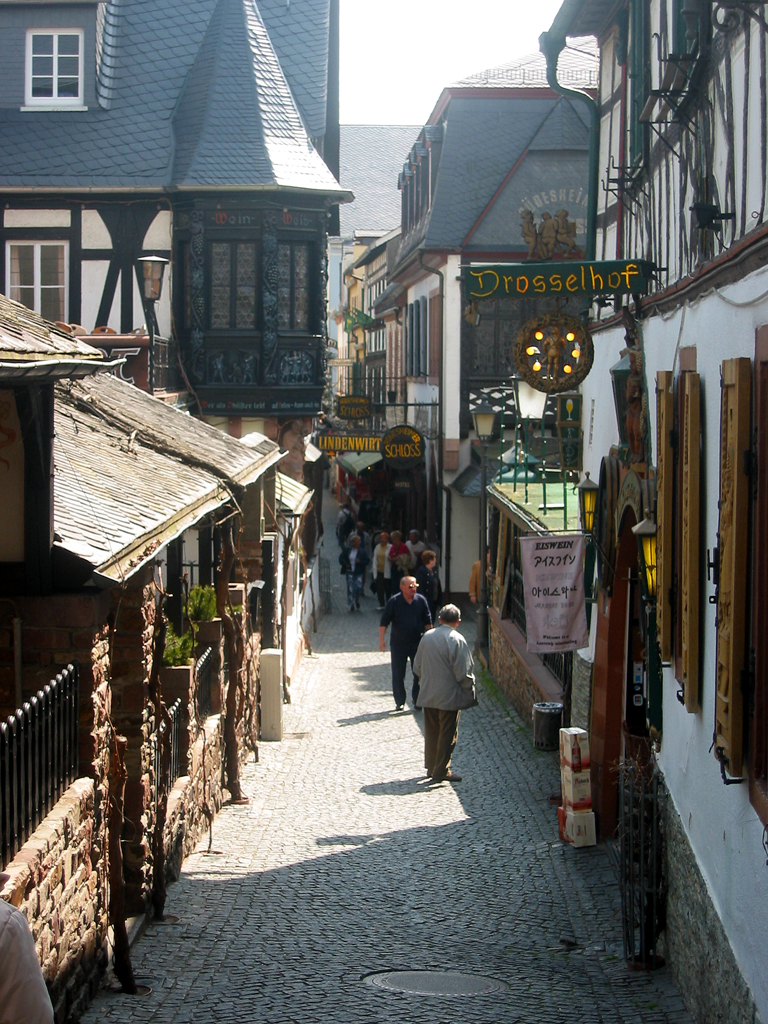
La Drosselgasse a Ruedesheim